# Ellerberg (Eschweiler)
Der Ellerberg ist eine 209 m ü. NHN hohe Erhebung im Eschweiler Stadtteil Röhe in einer Randlage des Propsteier Waldes in der Städteregion Aachen.
Im Süden grenzt der Ellerberg an den ehemaligen belgischen Militärstützpunkt Camp Astrid. Im Westen fällt der Ellerberg sanft in Richtung des in diesem Gebiet noch in nördliche Richtung laufenden Finkelsbachs ab. 
Im Norden fällt er Ellerberg recht steil ab. Der Finkelsbach läuft nun in östliche Richtung am Fuße des Ellerberges. 
Nach Osten grenzt der Ellerberg in bewaldetem Gebiet an das Indetal. 
In früheren Jahren war der Ellerberg stark bewaldet, nunmehr wird ein Großteil als Grünland landwirtschaftlich genutzt.